# Majskie osiedle wiejskie
Majskie osiedle wiejskie (ros. Майское сельское поселение) – jedno z 9 osiedli wiejskich w rejonie koszechablskim wchodzącym w skład Republiki Adygei. W 2022 liczyło 2592 mieszkańców.